# 鲁翁行政区

鲁翁行政区在南苏丹的位置

鲁翁行政区（英語：Ruweng Administrative Area），2015年—2020年为鲁翁州（Ruweng State），是南蘇丹的一个行政区之一，位在該國北部。人口246,360人（2014年），首府帕里扬（Pariang），下轄2郡。

## 行政區劃
下轄2郡：
- 帕里扬
- 阿比马洪